# Negatron (album)
A Negatron a kanadai Voivod zenekar 1995-ben megjelent kilencedik nagylemeze (és nyolcadik stúdióalbuma). Az előzőekhez képest több változást is hozott a Negatron. Új kiadó, új énekes/basszusgitáros, új zenei irányvonal. Eric Forrest érkezésével a Voivod visszakanyarodott a Killing Technology korszakra jellemző durva, de technikás thrash metal felé. A dalok nem alkotnak összefüggő sztorit, de a Project X és a Cosmic Conspiracy ugyanannak a sci-fi történetnek a két különböző nézőpontját vázolja fel.

## Az album dalai
Az összes szám zenéjét a Voivod írta, a dalszövegeket pedig Michel Langevin és Eric Forrest, kivéve a jelzett helyeken.
1. Insect – 5:41
2. Project X – 4:49
3. Nanoman – 5:11 (szöveg: Langevin, Ivan Doroschuck)
4. Reality? – 4:21
5. Negatron – 7:08 (szöveg: Langevin, Kiisti Matsuo)
6. Planet Hell – 4:34
7. Meteor – 4:14
8. Cosmic Conspiracy – 6:10
9. Bio-TV – 4:55
10. D.N.A. (Don't No Anything) – 4:36 (szöveg: Jim G. Thirlwell)

Európai bónusz dalok
1. Drift – 5:36

Japán bónusz dalok
1. Vortex – 4:39
2. Erosion – 4:31

## Zenekar
- Eric Forrest – ének, basszusgitár
- Denis D'Amour – gitár, effektek
- Michel Langevin – dobok